# محمد نصیری (وزیر)
دکتر محمد نصیری (۱۲۸۵ اصفهان - ۸ دی ۱۳۷۵) حقوقدان، قاضی و از دیوانسالاران دوره پهلوی بود.
در کنار تحصیل در مدارس جدید اصفهان، ادبیات عرب و فقه و اصول را نیز نزد استادان حوزه آموخت. سپس به تهران رفت و دوره مدرسه حقوق را گذراند. در سال ۱۳۰۹ برای ادامه تحصیل به فرانسه اعزام شد. از دانشگاه اکس لیسانس حقوق و از دانشگاه پاریس در دو رشته حقوق بین‌الملل خصوصی و اقتصاد دکترا گرفت و در سال ۱۳۱۶ به ایران بازگشت.
دکتر نصیری پس از بازگشت به ایران به استخدام دادگستری درآمد و به قضاوت پرداخت. در سال ۱۳۲۲  به وزارت دارایی منتقل و رئیس اداره کل تصفیه املاک واگذاری شد که عهده‌دار بازگرداندن زمین‌هایی بود که در زمان رضا شاه به‌زور از صاحبانشان گرفته و به مالکیت رضا شاه درآمده بود.
نصیری در دی ۱۳۲۴ رئیس اداره کل حقوقی وزارت دارایی، در سال ۱۳۲۶ عضو هیئت مدیره و در سال ۱۳۲۹ رئیس هیئت مدیره و مدیرعامل شرکت بیمه ایران شد. در زمان نخست‌وزیری دکتر مصدق در سال ۱۳۳۱ به ریاست بانک ملی رسید و تا کودتای ۲۸ مرداد ۱۳۳۲ در این سمت بود.
مشاغل بعدی دکتر نصیری، مدیریت گروه توسعه اقتصادی ایران، عضویت در هیئت داوران دیوان دادرسی بین‌المللی لاهه بود. او از سال ۱۳۳۲ به تدریس در دانشگاه تهران پرداخت و استاد کرسی حقوق بین‌الملل خصوصی شد. در سال ۱۳۵۰ به ریاست دانشکده حقوق و علوم سیاسی دانشگاه تهران رسید.
دکتر نصیری در اسفند ۱۳۴۲ در کابینه حسنعلی منصور وزیر مشاور شد. در کابینه هویدا نیز این سمت را تا سال ۱۳۴۷ حفظ کرد.

## آثار
- تارخچه سی ساله بانک ملی ایران
- تابعیت شرکت‌ها
- قوانین حاکم بر احوال شخصیه
- قوانین حاکم بر قراردادها
- تفسیر قراردادها
- کلیات حقوق بین‌المللی خصوصی و تعارض قوانین
- هبه در حقوق ایران (به زبان فرانسه)